# Metaborborus trichosus
Metaborborus trichosus är en tvåvingeart som beskrevs av Allen L.Norrbom och Kim 1985. Metaborborus trichosus ingår i släktet Metaborborus och familjen hoppflugor.
Artens utbredningsområde är Filippinerna. Inga underarter finns listade i Catalogue of Life.